# Margaluz
Margarita Llobera Llompart, de nombre artístico Margaluz (Palma de Mallorca, Baleares, España, 1939-ibidem, 29 de enero de 2006), fue una actriz, cantante y bailarina española.

## Trayectoria
Su versatilidad le permitió dedicarse a diferentes artes escénicas. Emigró junto a su familia a Argentina con tan solo dos años. Gracias a los estudios de danza y música en el Conservatorio Nacional de Buenos Aires, en un principio su carrera se basaba en el baile clásico español y en el baile moderno, estilos con los que recorrió escenarios y platós de Barcelona, Londres, París, Italia y Suiza.
Por su belleza y simpatía en 1961 obtuvo los títulos de Miss Baleares y Dama de Honor de Miss España. Con el grupo Los Valldemossa fue número uno de la música española de los años 1970. Con la canción Fiesta obtuvo la medalla de bronce en el Festival Pre-Eurovisión. También desarrolló su carrera como solista.
A partir de 1967, desarrolló una larga carrera en teatro en la Compañía de Xesc Forteza, con la que trabajó durante 25 años. Protagonizó comedias como Ninette i un senyor de Mallorca, Majòrica o Jubilat ve de jubileu, entre otras. También hizo cine (Un, dos, tres... ensaïmades i res més) y participó en varias series de TV3 como Crims y Temps de silenci y en L'amo de Son Quint, de IB3.
En 2006 recibió a título póstumo el Premio Ramon Llull, poco después de morir de un cáncer linfático. En 2009 el Ayuntamiento de Palma de Mallorca le dedicó una calle en el barrio de Sant Agustí.

## Reconocimientos
En 2021, el premio Ciudad de Palma denominó a sus diferentes galardones con los nombres de cuatro mujeres en su honor: Montserrat Casas, María Forteza, Caty Juan de Corral y la propia Margaluz.